# Жуковский, Пётр Михайлович
Пётр Миха́йлович Жуко́вский (10 (22) января 1888, Кишинёв — 2 октября 1975, Ленинград) — советский ботаник.
Академик ВАСХНИЛ (1935), доктор сельскохозяйственных наук (1934) и биологических наук (1935), профессор (1923), лауреат Сталинской премии первой степени (1943).

## Биография
Пётр родился в многодетной семье мелкого кишинёвского судейского чиновника. Отец умер, когда мальчику было 12 лет, а с 14 лет он уже зарабатывал на жизнь переписыванием бумаг и репетиторством.
В 1906 году Жуковский окончил гимназию и поступил в Новороссийский университет на отделение естественных наук физико-математического факультета. В университете под влиянием профессора Г. И. Танфильева он начал заниматься прикладной ботаникой, изучением вопросов происхождения и истории культурных растений; участвовал в нескольких экспедициях в тундру, чернозёмные степи и Крым, организованных Г. И. Танфильевым. Среди его учителей в университете были такие видные учёные, как В. А. Ротерт (анатомия растений), Ф. М. Каменский (систематика растений), В. В. Половцов (физиология растений), полностью определившие направление его последующей научной деятельности.
В 1911 году, по окончании университета, Жуковский поступил на 3-й курс Московского сельскохозяйственного института. В 1912 году он был зачислен в качестве практиканта на Нахичеванскую (Ростов-на-Дону) опытную станцию.
В 1913 году, не окончив академию, он в составе геологической экспедиции профессора Д. И. Мушкетова поехал в Среднюю Азию в качестве ботаника и метеоролога. Исследуя Тянь-Шань, он собрал богатейший материал по горной флоре Узбекистана. Собранный им гербарий затем поступил к В. И. Липскому — известному русскому флористу.
В 1913—1914 годах Жуковский работал помощником заведующего Андижанской опытной станцией, в 1914—1915 годах — старшим специалистом по семеноводству и опытному делу в департаменте земледелия. В 1915 году вышла его первая печатная работа, посвященная агрометеорологии.
В 1915 году по состоянию здоровья (рецидив тропической лихорадки) он покинул Среднюю Азию и переехал в Тифлис. Здесь он начал работу в Тифлисском ботаническом саду — организатором и заведующим станцией испытания семян, а в 1919 году был назначен директором Тифлисского ботанического сада. В Тифлисе начинается и его педагогическая работа.
В 1920—1922 годах одновременно он был заместителем директора Высших сельскохозяйственных курсов и преподавателем кафедры частного земледелия, а затем (в 1923—1925) — профессором кафедры ботаники сельскохозяйственного факультета Тифлисского политехнического института.
С 1925 года — во Всесоюзном институте прикладной ботаники и новых культур (позднее — Всесоюзный институт растениеводства): учёный специалист; в 1951—1961 годах — директор.
В 1934—1952 годах — профессор Московской сельскохозяйственной академии им. К. А. Тимирязева.
В 1945—1949 годах заведовал кафедрой ботаники в Московском фармацевтическом институте..
В 1956—1961 годах — академик-секретарь Отделения земледелия ВАСХНИЛ.
В 1962—1963 годах — профессор Ленинградского университета.
Член ВКП(б) с 1940 года.
Во время Великой Отечественной войны передал присуждённую ему Сталинскую премию в Фонд обороны на строительство самолётов «Москва».
Похоронен на Ваганьковском кладбище (16 уч.).

## Научная деятельность
Область научных интересов — ботаника, систематика, география и история культурной флоры, морфология и генетика.
Открыл (1923) и описал новый вид пшеницы — Triticum timopheevii Zhuk (пшеница Зандури), обладающую уникальным иммунитетом.
По инициативе Жуковского в 1926 году был создан Гербарий ВИРа, в который был передан весь гербарный материал института.
Из научных экспедиций 1925—1927 годов в Малую Азию, Сирию и Месопотамию Жуковский привёз около 10 тыс. образцов староместных культурных растений.
В 1956 и 1958 годах посетил с научными целями Аргентину, Чили, Перу и Мексику, откуда привёз образцы семян и клубней большого количества растений для использования в качестве исходного материала для селекции.
Выдвинул теории сопряжённой эволюции хозяина и паразита на их совместной родине; мегагенцентров и эндемичных микрогенцентров происхождения культурных растений; происхождения ювенильных побегов (почек типа сеянцев) из вторичных меристем.

### Жуковский илысенковщина
В 1946 году Жуковский в журнале «Селекция и семеноводство» опубликовал статью «Дарвинизм в кривом зеркале», в которой критиковал взгляды Т. Д. Лысенко на эволюцию, отвергавшие внутривидовую борьбу.
На Августовской сессии ВАСХНИЛ 1948 года 5 сентября Жуковский выступил с речью, в которой критиковал основные теории Лысенко. Но 7 августа, когда уже Лысенко сообщил об одобрении его доклада в ЦК ВКП(б), Жуковский выступил с покаянным заявлением. Как вспоминал ученик Жуковского Жорес Медведев, через несколько дней после сессии как только они остались наедине, Жуковский сказал: «Я заключил с Лысенко „Брестский мир“… Поганый мир… Я сделал это ради своих учеников».
В 1955 году подписал «Письмо трёхсот».
После возвращения в 1961 году Лысенко и его сторонников к власти Жуковский «добился освобождения от должности директора ВИРа» (как он написал в письме Юрию Жданову) и занялся главным образом научной работой («Мне удалось уйти, и я был рад этому: мне надо было писать.»). Однако его книги в течение ряда лет не издавались.

### Переписка с Н. И. Вавиловым
При подготовке сборника, посвящённого научному наследию Н. И. Вавилова, П. М. Жуковский выступил в роли эксперта, так как его переписка с Н. И. Вавиловым была наиболее обширна и продолжительна.
Пётр Михайлович, которому показали тексты писем Н. И. Вавилова, подтвердил, что в предложенном ему варианте присутствуют все письма.

Писатель Ю. Д. Черниченко писал об этом событии:

В этот дом пришла нежданная радость. Сотрудник Института истории Академии наук В. Д. Есаков открыл уцелевшую часть архива Николая Ивановича Вавилова, а в ней — переписку Вавилова с Жуковским, и долголетнюю — с двадцать второго по самый тридцать девятый год! Те письма Пётр Михайлович считал давно погибшими, но воистину — «рукописи не горят». Недавно ездил с историком в хранилище читать адресованные себе и свои страницы, вернулся возбужденным, взволнованным… — Николай Иванович писал, что из Закавказья в мировую коллекцию поступил исключительно богатый и ценный материал. Выше оценки быть не может. Значит, жизнь прожита недаром
— статья «Яровой клин»
Найденные документы были опубликованы уже после смерти П. М. Жуковского, в 1980 году, в пятом выпуске серии «Научное наследство».

## Труды
Автор около 200 научных трудов, в том числе 20 книг и брошюр, ряд которых опубликован за рубежом.
- Исследование крестьянского семенного материала Восточной Грузии. — Тифлис, 1924. — 97 с.
- Земледельческая Турция (Азиатская часть — Анатолия). — М.; Л.: «Сельхозгиз», 1933. — XXVII, 908 с.
- Мировой генофонд растений для селекции: Мегагенцентры и эндемич. микрогенцентры / АН СССР. Всесоюз. ботан. о-во. — Л.: «Наука», 1970. — 88 с.
- Культурные растения и их сородичи: Систематика, география, цитогенетика, иммунитет, экология, происхождение, использование. — Изд. 3-е, перераб. и доп. — Л.: «Колос», 1971. — 752 с.
- Ботаника: Учебник для студентов… по агрон. спец. — 5-е изд., перераб. и доп. — М.: «Колос», 1982. — 623 с.
- Избранные труды. — Л.: «Агропромиздат», Ленинградское отделение, 1985. — 392 с.

## Награды, премии и звания
- 4 ордена Ленина:
  - 5 ноября 1944 — за выдающиеся заслуги в деле подготовки специалистов для народного хозяйства и культурного строительства
- 3 ордена Трудового Красного Знамени
- орден Красной Звезды
- орден «Знак Почёта» (06.12.1940) — «в ознаменование 75-летнего юбилея Московской ордена Ленина Сельскохозяйственной Академии имени К. А. Тимирязева, за выдающиеся заслуги в деле развития сельскохозяйственных наук и подготовки высококвалифицированных специалистов сельского хозяйства»
- медали

- Сталинская премия I степени (22 марта 1943) — за научный труд «Ботаника», опубликованный в 1941 году, и за открытие новых видов пшеницы и ржи и получение из них высокоценных в хозяйственном отношении гибридов
- Премия имени Н. И. Вавилова (1967)

- Член-корреспондент (1955) и почётный доктор (1967) Академии сельскохозяйственных наук ГДР